# Produtor executivo
Produtor executivo (PE) é uma das posições mais altas na produção de mídia. Dependendo do meio, o produtor executivo pode se envolver com gestão contábil ou estar associado a questões legais (como direitos autorais ou royalties). Em filmes, o produtor executivo geralmente contribui para o orçamento do filme, e seu envolvimento depende do projeto, com alguns simplesmente obtendo fundos e outros participando ativamente do processo de filmagem.

## Cinema
No cinema, produtores executivos podem financiar o filme, participar do esforço criativo ou trabalhar no set. Suas responsabilidades variam desde financiar ou atrair investidores para o projeto cinematográfico até funções legais, de roteirização, marketing, assessoria e supervisão.
O nível de envolvimento, responsabilidade e poder dos produtores executivos pode variar. Alguns têm controle direto sobre todos os aspectos da produção, alguns supervisionam os produtores de um projeto, enquanto outros estão envolvidos apenas nominalmente.
O crédito de produtor executivo na indústria cinematográfica aumentou ao longo do tempo. Em meados e final da década de 1990, havia em média pouco menos de dois produtores executivos por filme. Em 2000, o número saltou para 2,5 (mais do que o número de “produtores” padrão). Em 2013, a média foi de 4,4 produtores executivos por filme. Uma razão para o aumento no número de produtores executivos por filme é o desejo de espalhar riscos, seja pelo custo crescente de produzir filmes com orçamentos maiores (normalmente financiados por vários estúdios juntos), seja pela necessidade de atrair vários investidores menores em filmes independentes de menor orçamento.

## Televisão
Na televisão, o crédito de produtor executivo muitas vezes se aplica a indivíduos envolvidos na produção de forma mais direta; um produtor executivo geralmente supervisiona o conteúdo criativo, planeja e agenda as filmagens com o produtor e a equipe, e pode se envolver no orçamento financeiro de uma produção. Alguns roteiristas, como Aaron Sorkin, Stephen J. Cannell, Tina Fey e Ryan Murphy, atuaram tanto como criadores quanto como produtores do mesmo programa.
Assim como no cinema, créditos de produtor executivo na televisão também são frequentemente aplicados a indivíduos que participam de forma mais distante da produção, como o proprietário da produtora responsável pelo programa. No caso de vários produtores executivos em um programa de televisão, aquele responsável pela produção diária costuma ser chamado de showrunner, ou produtor executivo principal.

## Música
Ver também
Na música gravada, as gravadoras distinguem entre um produtor executivo e um produtor musical. O produtor executivo é responsável pelas decisões de negócio e, mais recentemente, pela organização das gravações junto ao produtor musical, enquanto o produtor musical cria a música. Às vezes, o produtor executivo organiza a gravação e seleciona a equipe envolvida na gravação, como engenheiro de som e músico de estúdio.

## Video games
Na indústria de video games, o título de “produtor executivo” não é bem definido. Pode se referir a um produtor externo que trabalha para a publicadora, em colaboração com os desenvolvedores.
Por exemplo, em 2012, Jay-Z foi anunciado como produtor executivo de NBA 2K13. Seu papel consistiu em aparecer na introdução, escolher as músicas da trilha sonora do jogo e contribuir com o design dos menus e “outros elementos visuais” do jogo.

## Rádio
Um produtor executivo de rádio ajuda a criar, desenvolver e implementar estratégias para melhorar o produto e a audiência.